# Hans-Horst von Necker
Pour les articles homonymes, voir Necker.
Hans-Horst von Necker, né le 28 août 1903 à Rudolstadt et mort le 27 février 1979 à Bad Münstereifel, était un Generalmajor allemand au sein de la Luftwaffe dans la Wehrmacht pendant la Seconde Guerre mondiale.
Il a reçu la Croix de chevalier de la Croix de fer (en allemand : Ritterkreuz des Eisernen Kreuzes). Cette décoration est attribuée pour un acte de bravoure extrême sur le champ de bataille ou un commandement avec un succès militaire.

## Décorations
- Croix de fer (1939)
  - 2e Classe
  - 1re Classe
- Insigne des blessés (1939)
  - en Noir
- Insigne d'assaut terrestre de la Luftwaffe
- Croix allemande en Or (24 novembre 1942)
- Croix de chevalier de la Croix de fer
  - Croix de chevalier le 24 juin 1944 en tant que Oberst et commandant du Fallschirm-Panzergrenadier-Regiment 2 "Hermann Göring"[1]